# Jidian (sockenhuvudort i Kina, Hubei Sheng, lat 31,29, long 113,90)
Jidian är en sockenhuvudort i Kina. Den ligger i provinsen Hubei, i den centrala delen av landet, omkring 86 kilometer nordväst om provinshuvudstaden Wuhan. Antalet invånare är 44 994. Befolkningen består av 21 354 kvinnor och 23 640 män. Barn under 15 år utgör 17,0 %, vuxna 15-64 år 74 %, och äldre över 65 år 8,0 %.
Runt Jidian är det tätbefolkat, med 459 invånare per kvadratkilometer. Närmaste större samhälle är Doushan, 13,4 km sydost om Jidian. Trakten runt Jidian består till största delen av jordbruksmark.
Genomsnittlig årsnederbörd är 1 301 millimeter. Den regnigaste månaden är juli, med i genomsnitt 192 mm nederbörd, och den torraste är december, med 15 mm nederbörd.